# Boeing 737 MAX
O Boeing 737 MAX é uma aeronave de fuselagem estreita, bimotora e turbofan desenvolvida e produzida pela Boeing como a quarta geração da família 737, sendo o sucessor do Boeing 737 Next Generation. Ele é baseado no projeto do 737 anterior, com os motores mais eficientes CFM International LEAP-1B, melhorias aerodinâmicas (incluindo winglets de ponta dupla) e modificações na fuselagem.
Essa série do 737 foi publicamente anunciada em 30 de agosto de 2011. O primeiro 737 MAX, chamado de The Spirit of Renton, efetuou seu primeiro voo em 29 de janeiro de 2016. A série 737 MAX recebeu a certificação da FAA em 8 de março de 2017. A primeira entrega foi um MAX 8 em 6 de maio de 2017, para a Malindo Air, que colocou a aeronave em serviço em 22 de maio de 2017.
A série 737 MAX tem sido oferecida em quatro variantes, tipicamente oferecendo de 138 a 204 assentos numa configuração típica de duas classes e um alcance de 3,215 a 3,825 milhas náuticas (5,954 a 7,084 km). O 737 MAX 7, MAX 8 (incluindo a versão de 200 assentos, o MAX 200) e MAX 9 destinam-se a substituir o 737-700, -800 e -900, respectivamente. Um comprimento adicional é oferecido com o mais esticado 737 MAX 10. Até dezembro de 2019, o Boeing 737 MAX recebeu 4,932 pedidos firmes e entregou 387 aeronaves.
Já foi vendido para: Gol Linhas Aéreas, Aerolíneas Argentinas, American Airlines, United Airlines, LOT Polish Airlines, TUI Fly, Air Canada, AeroMexico, Southwest, WestJet, Iceland Air, Air China, entre vários outros.
Após dois acidentes fatais com a aeronave MAX 8, em outubro de 2018 e em março de 2019, agências regulatórias ao redor do mundo suspenderam a operação dessa série até segunda ordem. Em 19 de março de 2019, o Departamento dos Transportes dos Estados Unidos solicitou uma audição no processo regulatório que levou à certificação da aeronave em 2017. A Boeing implementou mudanças no sistema de controle de voo e treinamento de pilotos para esta aeronave e espera que ela volte a voar no meio de 2020. A Boeing suspendeu a produção desta série em janeiro de 2020, com aproximadamente 400 aeronaves MAX aguardando para serem entregues e retomou a produção em maio de 2020, com uma velocidade de produção menor. Entre 29 de junho e 1 de julho de 2020, a FAA e a Boeing conduziram uma série de voos de recertificação. Diversas tarefas ainda precisariam ser efetuadas antes da aeronave ser liberada para voar novamente.
Em 18 de novembro de 2020, a aeronave foi autorizada pela Federal Aviation Administration (FAA) a ser usada, devido à entrega do relatório de segurança da Boeing.
Em 25 de novembro de 2020 a Agência Nacional de Aviação Civil (ANAC) autorizou a circulação dela.
Mas só em 9 de dezembro de 2020 foi realizado o primeiro voo mundial desde os acidentes, pela GOL Linhas Aéreas.

Em 8 de janeiro de 2021, a Boeing foi multada em US$ 2,5 bilhões (US$ 500 milhões de indenização para as vítimas, US$ 1,7 bilhão de indenização para as companhias aéreas e US$ 243,6 milhões de multa) pelo Departamento de Justiça dos Estados Unidos por conspiração e fraude ao não fornecer todas as informações sobre a aprovação da FAA do 737-8 MAX.
A empresa teria mentido para a Administração Federal de Aviação (FAA), a agência regulatória do país, antes e depois dos acidentes fatais envolvendo a linha de aeronaves em 2018 e 2019.

Segundo o funcionário do Departamento de Justiça dos EUA David Burns, "Os funcionários da Boeing preferiram os lucros, ocultando informações importantes sobre o uso de suas aeronaves 737 MAX da FAA (autoridade de aviação dos Estados Unidos) e tentando encobrir sua fraude".
Em nota a imprensa, a fabricante confessou que 2 funcionários fraudaram e enganaram o grupo para obter "lucros", afirmou que contribuirá com todas as investigações atuais e futuras e se comprometeu a informar as autoridades sobre qualquer exemplo ou suspeita de fraudes cometida por um de seus funcionários.

Em 14 de outubro de 2021, o ex-piloto da empresa Mark Folkner foi condenado pela justiça dos EUA por fraudar documentos sobre falhas de equipamentos nos modelos 737 MAX 8; ele era investigado havia mais de 1 ano. 
Em 6 de janeiro de 2024, a FAA suspendeu a circulação e a fabricação da linha 737 MAX 9 da Boeing após a saída de emergência de um voo da Alaska Airlines ter se soltado no trajeto.  
O veículo foi entregue à empresa em novembro de 2023, ou seja, totalmente novo.

A empresa decidiu suspender todos os 65 veículos 737 MAX 9 até a FAA concluir as investigações sobre a causa do gravíssimo incidente.  Ed Clarke, responsável do programa dos aviões 737 MAX havia 3 anos e trabalhava na Boeing havia 18, é demitido pela entidade devido ao incidente referido anteriormente. Em 7 de agosto, a presidente do Conselho Nacional de Segurança nos Transportes (NTSB), Jennifer Homendy, disse que o incidente com o Boeing 737 MAX 9 da Alaska Airlines, em que uma porta ejetou durante um voo em janeiro daquele ano, era totalmente evitável e a falha que causou o incidente deveria ter sido detectada pela Boeing anos antes.

## Desenvolvimento

### Contexto
Em 2006, a Boeing começou a considerar a substituição do 737 com um projeto "começado do zero", que poderia seguir o Boeing 787 Dreamliner. Em junho de 2010, a decisão dessa substituição foi adiada para 2011.
Em 1 de dezembro de 2010, a Airbus, competidora da Boeing, lançou a família Airbus A320neo para melhorar o consumo de combustível e eficiência de operação com novos motores: o CFM International LEAP e o Pratt & Whitney PW1000G. Em fevereiro de 2011, o CEO da Boeing, Jim McNerney, manteve o "faremos uma aeronave nova". Na conferência ISTAT de março de 2011, o presidente da Boeing, James Albaugh, não estava certo sobre a remotorização do 737, tal como o CFO da Boeing, James A. Bell, havia dito na conferência JP Morgan Aviation, Transportation and Defense, naquele mesmo mês. O A320neo recebeu 667 compromissos em junho de 2011 no Paris Air Show, referentes a uma reserva de 1,029 unidades até seu lançamento, marcando um recorde de pedidos para uma nova aeronave de transporte aéreo comercial.
Em 20 de julho de 2011, a American Airlines anunciou um pedido de 460 jatos de fuselagem estreita, incluindo 130 A320ceos e 130 A320neos, e mostrou interesse em pedir 100 737s remotorizados com o CFM LEAP, aguardando a confirmação da Boeing. Esse pedido quebrou o monopólio da Boeing com a American Airlines e forçou a Boeing a remotorizar o 737. Como essa venda incluiu uma cláusula de cliente mais favorecido, a Airbus tem que reembolsar qualquer diferença para a American Airlines se ela vender aeronaves para outra empresa aérea com um preço menor, para que a fabricante europeia não consiga fornecer um preço competitivo à competidora United Airlines, deixando-a presa à frota de aeronaves da Boeing.

### Lançamento do programa

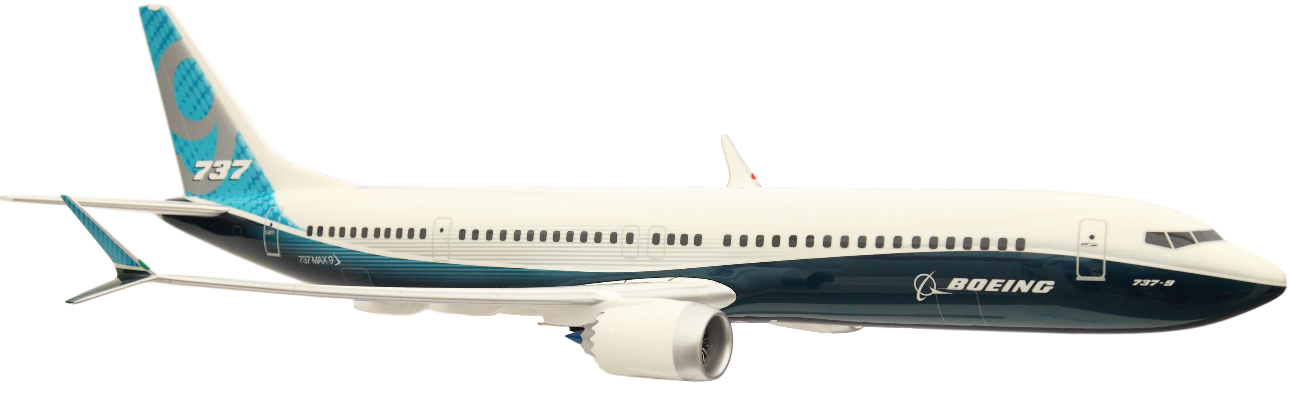
Projeto do 737 MAX 9 na ILA Berlin, em 2012

Em 30 de agosto de 2011, o conselho administrativo da Boeing aprovou o lançamento do 737 remotorizado, esperando um consumo de combustível 4% menor do que o do A320neo. Estudos para uma redução adicional de arrasto foram realizados em 2011, incluindo uma revisão no cone de cauda, uma nacele com fluxo laminar natural e fluxo laminar híbrido no estabilizador vertical. A Boeing abandonou o desenvolvimento de um novo design. A Boeing esperava que o 737 MAX atingisse ou excedesse o alcance do Airbus A320neo. A configuração mais detalhada do 737 MAX foi programada para 2013.
Em março de 2010, o custo estimado para remotorizar o 737, de acordo com o vice-presidente de estratégia de negócios e marketing da Boeing, Mike Bair, seria de US$ 2-3 bilhões, incluindo o desenvolvimento do motor CFM. Durante a chamada dos rendimentos da Boeing no segundo quarto (Q2) de 2011, o então CFO James Bell disse que o custo de desenvolvimento da fuselagem seria somente 10-15% do custo do novo programa, estimado naquele momento de US$10-12 bilhões. A Bernstein Research previu em janeiro de 2012 que esse custo seria o dobro do Airbus A320neo.
O consumo de combustível é 14% menor em relação ao 737NG. Em novembro de 2014, o CEO da Boeing, Jim McNerney, disse que o 737 seria substituido por uma nova aeronave em 2030, levemente maior e com novos motores, mas mantendo sua configuração geral, provavelmente uma aeronave feita de materiais compostos.

### Produção

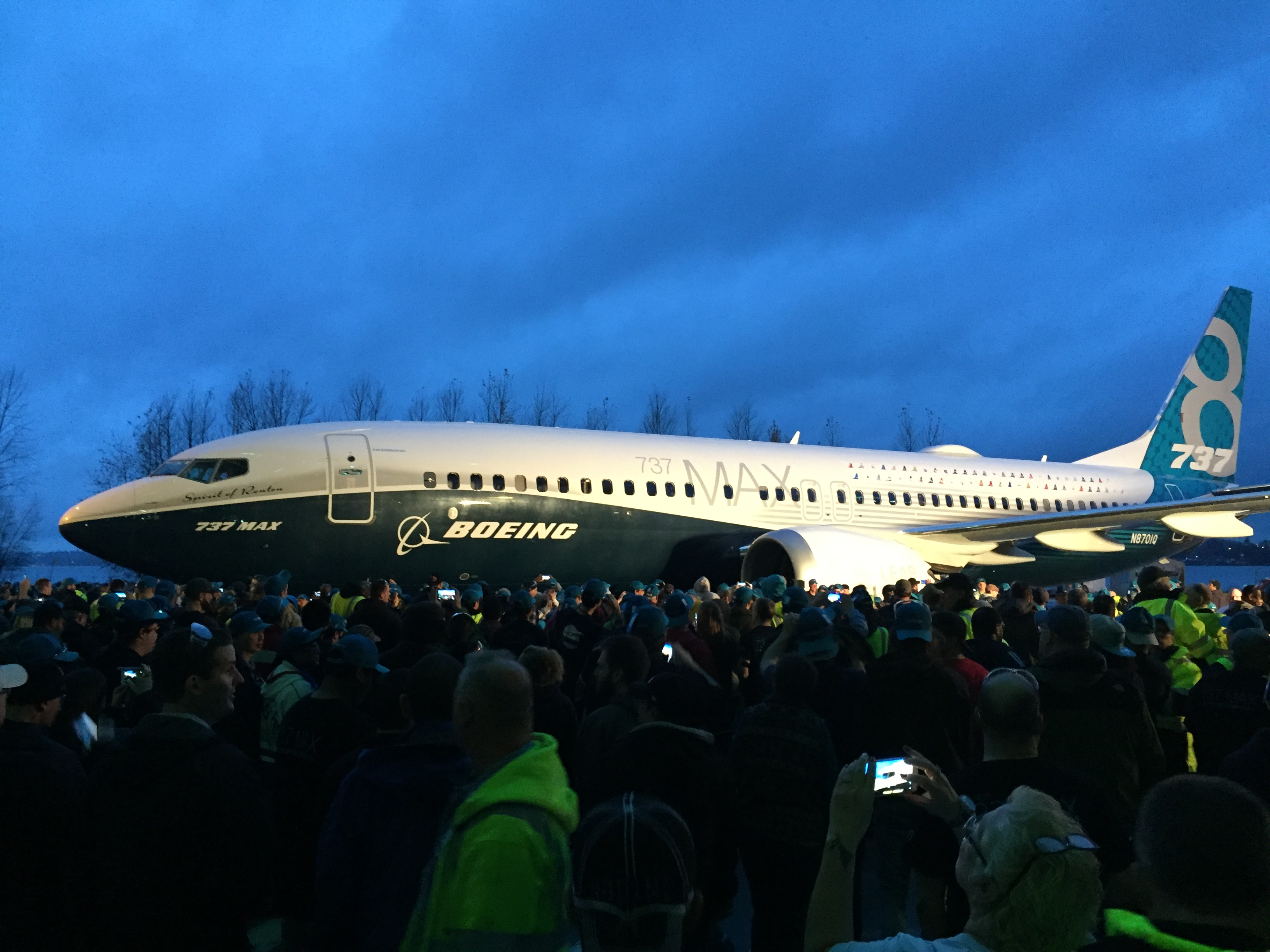
Lançamento do 737 MAX em dezembro de 2015 com o primeiro 737 MAX 8

Em 13 de agosto de 2015, a primeira fuselagem de um 737 MAX foi montada na Spirit Aerosystems, em Wichita, Kansas, para uma aeronave de teste que eventualmente seria entregue no lançamento da cliente Southwest Airlines. Em 8 de dezembro de 2015, o primeiro 737 MAX - um MAX 8 nomeado Spirit of Renton - foi lançado na Boeing Renton Factory.
Como a GKN não poderia produzir rápido o bastante a estrutura de titânio no formato de favo de mel da paredes internas dos reversores de empuxo, a Boeing modificou para uma parte produzida de material composto pela Spirit para entregar 47 MAXs por mês em 2017. A Spirit forneceu 69% da estrutura do 737, incluindo a fuselagem, o reversor de empuxo, os cones e naceles dos motores e o bordo de ataque das asas.
Uma nova linha de montagem de longarinas com máquinas de perfuração robóticas deveria aumentar o rendimento em 33%. A linha de produção de montagem de painel automatizada da Electroimpact aumentou a montagem do conjunto de aba inferior da asa em 35%. A boeing planejou aumentar a produção mensal de seu 737 MAX de 42 aeronaves em 2017 para 57 aeronaves em 2019.
O aumento nessas taxas sobrecarregou a produção e, em agosto de 2018, mais de 40 aeronaves não finalizadas estavam estacionadas em Renton, aguardando peças ou instalação de motores, já que os motores CFM e fuselagens da Spirit tiveram atraso na entrega. Após o número de aeronaves estacionadas atingir o pico de 53 no começo de setembro, a Boeing reduziu esse número para 9 no mês seguinte, já que as entregas aumentaram de 29 para 61 em julho e 48 em agosto.
Em colaboração com a China Commercial Aircraft, a Boeing construiu uma fábrica de montagem e entrega de 737 MAX em Zhoushan, China. Essa fábrica inicialmente lida apenas com a montagem do interior, mas subsequentemente irá se expandir à pintura externa. A primeira aeronave desta fábrica foi entregue em 15 de dezembro de 2018 para a Air China.

### Teste de voo e certificação
O primeiro voo ocorreu em 29 de janeiro de 2017, no Aeroporto Municipal de Renton, quase 49 anos depois do voo inaugural do 737, um 737-100, em 9 de abril de 1967. O primeiro MAX 8, 1A001, foi usado para testes aerodinâmicos: teste de vibração, estabilidade e controle, verificação de performance de decolagem, antes de ser modificado e entregue a um operador. O 1A002 foi usado para teste de performance e motores: performance de subida e descida, vento de través, ruído, tempo frio, altas altitudes, consumo de combustível e ingestão de água pelos motores. Os sistemas da aeronave, incluindo o sistema de pouso automático, foram testados no 1A003. O 1A004, com um layout de linha aérea, voou para a certificação de funcionalidade e confiabilidade durante 300h com instrumentações de teste.
O 737 MAX recebeu a certificação FAA em 8 de março de 2017. Ele foi aprovado pela EASA em 27 de março de 2017. Após completar 2,000 horas de voos de teste e o teste de 180 minutos ETOPS, requerendo 3,000 ciclos de voo simulados em abril de 2017, a CFM International notificou a Boeing de um possível problema de fabricação com os discos da turbina de baixa pressão nos motores LEAP-1B. A Boeing suspendeu os voos do 737 MAX em 4 de maio, e liberou os voos em 12 de maio.
Durante o processo de certificação, a FAA delegou várias avaliações à própria Boeing, permitindo que a fabricante revisse seu próprio produto. Foi amplamente reportado que a Boeing forçou situações para emitir a aprovação do 737 MAX para competir com o Airbus A320neo. Aquela aeronave chegou no mercado nove meses à frente do modelo da Boeing.

### Introdução no mercado

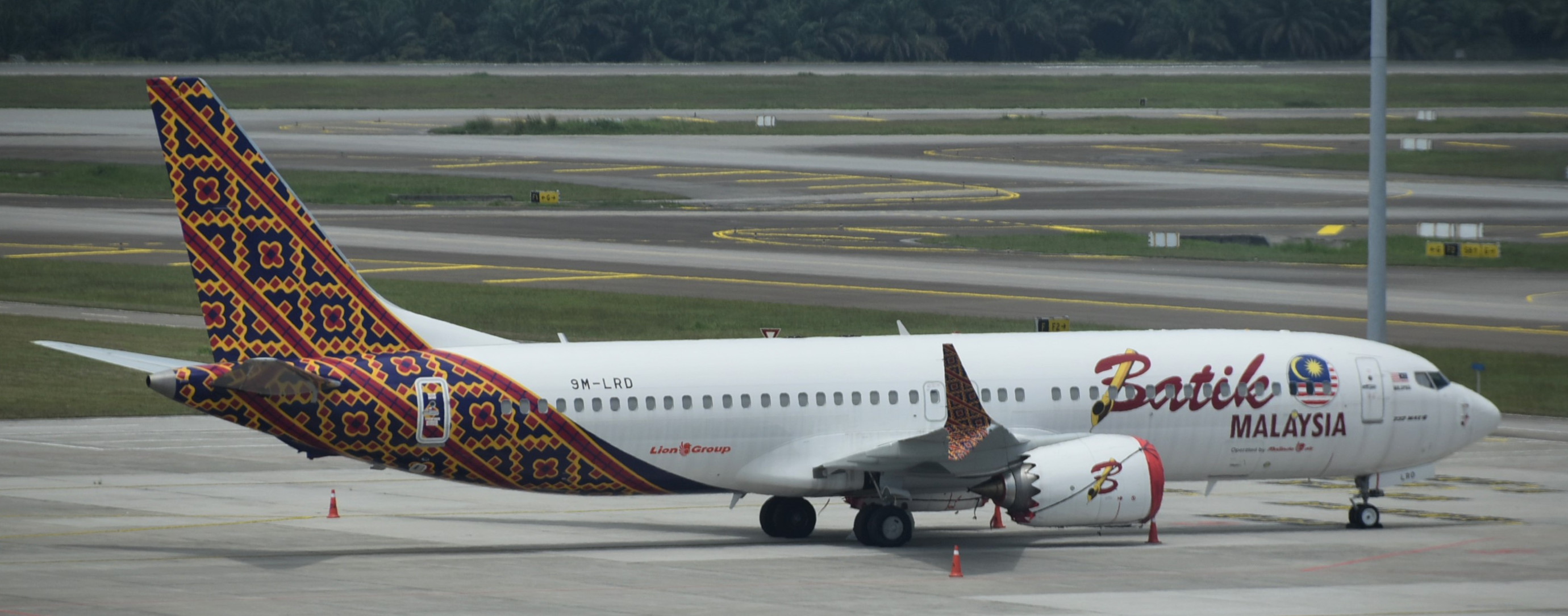
O Boeing 737 MAX 8 entrando em serviço pela subsidiária da Lion Air, Malindo Air/Batik Air

A primeira entrega foi um MAX 8, para a Malindo Air (uma subsidiária da Lion Air), em 16 de maio de 2017. Ele entrou em serviço em 22 de maio. A Norwegian Air International, subsidiária da Norwegian Air, foi a segunda empresa de linha aérea a colocar um 737 MAX em serviço, ao executar seu primeiro voo transatlântico com um MAX 8, chamado de Sir Freddie Laker, em 15 de julho de 2017, entre o Aeroporto de Edimburgo, na Escócia, e o Aeroporto Internacional de Bradley, no estado norte americano de Connecticut, seguido de uma segunda decolagem entre Edinburgh para o Aeroporto de Stewart, em Nova Iorque.
A Boeing planejava atingir a taxa de confiabilidade de despacho de 99,7% do 737 Next Generation (NG). A Southwest Airlines, a cliente lançadora, recebeu seu primeiro 737 MAX em 29 de agosto de 2017. A Boeing planejava entregar de 50 a 75 aeronaves em 2017, cerca de 10 a 15% dos mais de 500 737s a serem entregues naquele ano.
Após um ano de serviço, 130 MAXs foram entregues a 28 clientes, registrando mais de 41,000 voos em 118,000 horas de voo e 6.5 milhões de passageiros. A flydubai observou 15% de melhora na eficiência em relação ao NG, mais do que os 14% prometidos, e a confiabilidade atingiu 99,4%. Longas rotas incluem 24 delas com mais de 2,500 milhas náuticas (4,630 km), incluindo um voo diário da Aerolineas Argentinas entre Buenos Aires e Punta Cana, com cerca de 3,252 milhas náuticas (6,023 km).

### Suspensão mundial e recertificação
O Boeing 737 MAX sofreu uma suspensão em todo o mundo entre março de 2019 a novembro de 2020, depois que um sistema de controle de voo defeituoso fez com que duas novas aeronaves caíssem: uma na Indonésia e outra na Etiópia, entre outubro de 2018 e março de 2019, matando todas as 346 pessoas a bordo. Nos dezoito meses seguintes, a Boeing redesenhou a arquitetura do computador que emitia comandos ao sistema MCAS. Enquanto isso, as investigações apontavam falhas no projeto da aeronave e na certificação. A Boeing enfrenta consequências jurídicas e financeiras, já que nenhuma entrega do MAX pôde ser feita enquanto a aeronave estava parada e as companhias aéreas cancelaram mais pedidos do que a Boeing produziu durante este período, além de que uma parte dessas aeronaves produzida perdeu seus compradores originais. Durante inspeções, a Boeing encontrou detritos dentro dos tanques de combustível de 35 entre 50 aeronaves 737 MAX que tiveram seus voos suspensos, além de ainda ter que verificar o restante dos 400 aviões não entregues. A Boeing teve problemas semelhantes com os 787 produzidos na Carolina do Sul. A FAA restringiu a autoridade delegada à Boeing e convidou as partes interessadas da aviação global a comentar sobre as mudanças pendentes na aeronave e no treinamento de pilotos. A ordem da FAA para suspensão de voos do 737 MAX foi cancelada em 18 de novembro de 2020. Todas as aeronaves devem ser reparadas para cumprir as várias diretivas de aeronavegabilidade antes de voltarem a voar.
Depois de ser acusada de fraude, a Boeing concordou em pagar mais de 2,5 bilhões de dólares, sendo uma multa de US$ 243,6 milhões, US$ 1,77 bilhão de danos a clientes de companhias aéreas e um fundo de US$ 500 milhões para beneficiários de vítimas de acidentes.

#### Diminuição da produção e sua suspensão
A partir de meados de abril de 2019, a empresa anunciou que estava cortando temporariamente a produção da aeronave 737 de 52 para 42  por mês em meio à suspensão de voos do 737 MAX.
A produção do motor LEAP-1B continuou em uma taxa inalterada, permitindo que a CFM recuperasse seu atraso dentro de algumas semanas.
Como a recertificação do 737 MAX se estendeu até 2020, a Boeing suspendeu a produção da aeronave a partir de janeiro de 2020, priorizando a entrega das aeronaves já produzidas.
Após o anúncio, a Moody's cortou as classificações de dívida da Boeing em dezembro de 2019, citando os custos crescentes devido à paralisação de sua produção, incluindo suporte financeiro aos fornecedores e compensação às companhias aéreas e arrendadores, o que poderia reduzir as margens do programa e a geração de caixa por anos. A Moody's também alertou que a paralisação da produção teria um impacto amplo e prejudicial a toda a cadeia de suprimentos aeroespacial e de defesa e que, se e quando a produção for retomada, seria mais lenta do que o previsto anteriormente, pois os fornecedores terão que fazer ajustes nas estruturas de custos construídas para uma venda recorde de aeronaves planejada no programa 737.
A CFM International reduziu a produção do CFM LEAP-1B do 737 MAX, priorizando o LEAP-1A do A320neo, mas está preparada para atender a demanda de ambas as aeronaves.
A Boeing não disse publicamente quanto tempo a suspensão duraria. As últimas fuselagens antes da suspensão entraram na montagem final no início de janeiro de 2020. A Boeing esperava internamente que a produção fosse interrompida por pelo menos 60 dias. Os observadores da indústria começaram a questionar se a projeção da Boeing de uma taxa de produção recorde de 57 por mês seria realmente alcançada. No início de janeiro de 2020, um problema foi descoberto na atualização do software, atrasando ainda mais o retorno ao serviço.
No final de janeiro de 2020, a produção era esperada para reiniciar em abril e levar um ano e meio para limpar o estoque de 400 aviões, aumentando lentamente ao longo do tempo: a Boeing esperava ter entregue cerca de 180 dos jatos armazenados até o final do ano e ter produzido um número igual de aeronaves. A Boeing não divulgou qualquer possível efeito sobre as entregas causado pela retirada da autoridade delegada à Boeing pela FAA para certificar a aeronavegabilidade de suas aeronaves. O fornecedor Spirit AeroSystems disse que não espera retornar a taxa de produção para 52 por mês até o final de 2022. No início de abril de 2020, a pandemia COVID-19 levou a Boeing a encerrar suas outras linhas de produção de aviões comerciais e adiar a recertificação do MAX. No final de abril de 2020, a Boeing sinalizou que esperava obter a aprovação regulatória até agosto de 2020. Em 27 de maio de 2020, a Boeing reassumiu a produção do 737 MAX com uma velocidade de produção menor, que será aumentada de acordo com a entrega das aeronaves já produzidas, cerca de 31 por mês em 2021.

#### Recertificação e plano de entregas
Entre 29 de junho e 1 de julho de 2020, a FAA e a Boeing realizaram uma série de voos de teste de recertificação. O Departamento de Transportes do Canadá (Transport Canada) e a EASA concluíram seus próprios voos independentes de recertificação no final de agosto e início de setembro de 2020.
Em 19 de agosto de 2020, a Boeing anunciou que havia recebido novos pedidos para o 737 MAX pela primeira vez em 2020. De acordo com um comunicado da empresa, a Enter Air, da Polônia, celebrou um acordo para comprar até quatro 737. O The Guardian relatou que a Boeing se refere ao avião como Boeing 737-8, em um afastamento da marca Boeing 737 MAX.
Em 28 de outubro de 2020, a Boeing indicou que esperava entregar cerca de metade das 450 aeronaves armazenadas em 2021 e a maioria do restante em 2022, observando que algumas dessas aeronaves precisarão ser recomercializadas e potencialmente reconfiguradas. A taxa de entrega também condicionará a taxa de produção de novas aeronaves, para evitar agravar o problema.
Em 18 de novembro de 2020, a FAA anunciou que o MAX havia sido liberado para retornar ao serviço. Antes que a aeronave possa retomar efetivamente ao serviço, reparos devem ser implementados de acordo com uma diretiva de aeronavegabilidade futura da FAA. Os programas de treinamento de companhias aéreas também exigirão aprovação. Espera-se que os voos de passageiros sejam retomados nos EUA até o final do ano. As entregas podem ser retomadas e espera-se que a produção aumente lentamente. A Boeing viu mais de 1.000 cancelamentos de pedidos desde a suspensão dos voos do 737 MAX, em março de 2019. Algumas dessas aeronaves já construídas tiveram seus pedidos cancelados e a Boeing está trabalhando para encontrar novos clientes para receberem a entregas.
Em 3 de dezembro de 2020, a American Airlines fez um voo de demonstração para jornalistas para explicar as modificações exigidas pela FAA, para reconquistar a confiança pública. A primeira companhia aérea a retomar o serviço regular de passageiros foi a brasileira Gol, em 9 de dezembro de 2020. A primeira nos Estados Unidos foi a American Airlines, em 29 de dezembro de 2020.
A Transport Canada e a EASA liberaram o MAX no final de janeiro de 2021, sujeito a requisitos adicionais. Várias outras agências reguladoras em todo o mundo liberaram a aeronave para voo desde então, incluindo aquelas nos Emirados Árabes Unidos, Austrália, Quênia e Brasil.

## Design
Em meados de 2011, o objetivo era bater a vantagem de 15% no consumo de combustível do A320neo, mas a redução inicial no consumo era de 10 a 12%. Depois ela foi melhorada para 14.5%: o fan do motor foi esticado de 150 cm para 176 cm, ao elevar o trem de pouso e deixar o motor mais alto e mais à frente, e os winglets de ponta dupla adicionaram 1 a 1.5%. Um cone de cauda redesenhado adicionou mais 1% e controle eletrônico do sistema de ar sangrado aumentou a eficiência.

### Melhorias aerodinâmicas

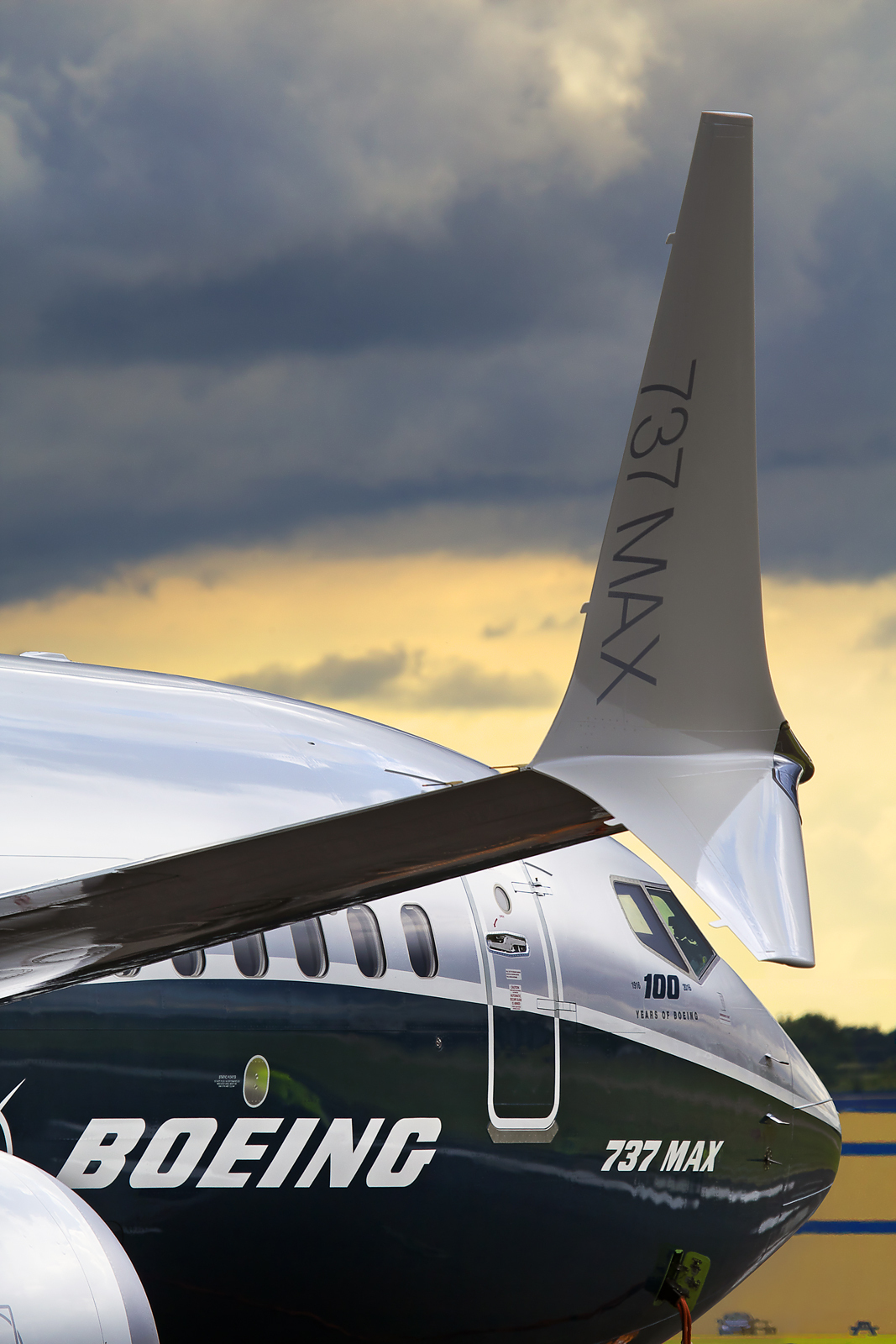
Novo winglet de ponta dupla da Boeing no 737 MAX

Os winglets de ponta dupla foram projetados para maximizar a sustentação, mantendo a mesma categoria letra C do 737 atual em relação ao Código de Referência de Aeródromo OACI. Ele traça seu design no conceito do McDonnell Douglas MD-12, que tinha restrições de tamanho para estacionamento similares antes da fusão com a Boeing. UM MAX 8 com 162 passageiros em uma missão de 3,000 milhas náuticas (5,600 km) terá um consumo de até 1.8% menor do que uma aeronave com o winglet comum e 1% em um voo de 500 milhas náuticas (930 km) a Mach 0.79.
O novo winglet tem 2,90 metros de altura. Outras melhorias incluem um cone de cauda redesenhado, dutos de indução e de escape da Unidade Auxiliar de energia (APU) revisados, remoção de geradores de vórtice na parte traseira e outras pequenas melhorias aerodinâmicas. A Aviation Partners oferece um winglet similar, chamado de "Split-tip Scimitar" para versões do 737NG. Ele parece uma forma híbrida entre winglets do tipo "blended", "fence" e "raked".

### Mudanças estruturais e outras melhorias
A estrutura de 20 centímetros mais alta do trem de pouso mantem a mesma distância de 43 centímetros entre o solo e a nacele do motor. Novas estruturas e naceles para os motores mais pesados adicionam volume, o trem de pouso principal e a estrutura de suporte são mais robustos, e o revestimento da fuselagem é mais espesso em alguns lugares, aumentando o peso básico vazio da aeronave em 2.900 kg. Para manter a capacidade de combustível e carga, seu peso máximo de decolagem é 3.200 kg mais pesado que o do 737NG.
A Rockwell Collins fornece quatro telas de cristal líquido (LCD) de 15.1 polegadas, assim como as usadas no 787 Dreamliner, para melhorar a consciência situacional e eficiência dos pilotos. A Boeing não planeja maiores modificações na cabine de comando do 737 MAX, já que ela pretende manter a similaridade com a família 737 Next Generation. O CEO da Boeing Commercial Airplanes, Jim Albaugh, disse em 2011 que a adição de mais controles de voo do tipo fly-by-wire seria "muito pequena". A maioria dos sistemas são oriundos do 737NG para diminuir as diferenças no curso de treinamento aos tripulantes que passam do 737NG para o MAX.
Além do Speed Trim System (STS), o sistema de controle automático do estabilizador foi aprimorado para incluir o MCAS. Comparado ao STS, o MCAS tem maior autoridade e não pode ser desativado com os interruptores normais na cabine. Os interruptores do compensador do estabilizador localizados no console central da cabine de comando foram refeitos. Ao contrário das versões anteriores do 737, as funções de controle de compensação automática do estabilizador não podem ser desligadas enquanto se mantém ativos os compensadores elétricos.
O sistema MCAS foi considerado necessário pela Boeing para cumprir seu objetivo interno de minimizar os requisitos de treinamento para pilotos já qualificados no 737NG. O MCAS deveria mitigar automaticamente a tendência do nariz da aeronave em apontar para cima devido aos motores estarem localizados mais à frente e mais altos do que nos modelos 737 anteriores. Durante uma reavaliação da aeronave em fevereiro de 2020, tanto a FAA quanto a EASA determinaram que a estabilidade e as características de estol do avião seriam aceitáveis com ou sem o MCAS.
A extensão dos spoilers do 737 MAX é controlada de forma fly-by-wire. De fábrica, o 737 MAX possui Boeing Sky Interior, com bagageiros e iluminação de LED baseados no interior do Boeing 787.

### Motores

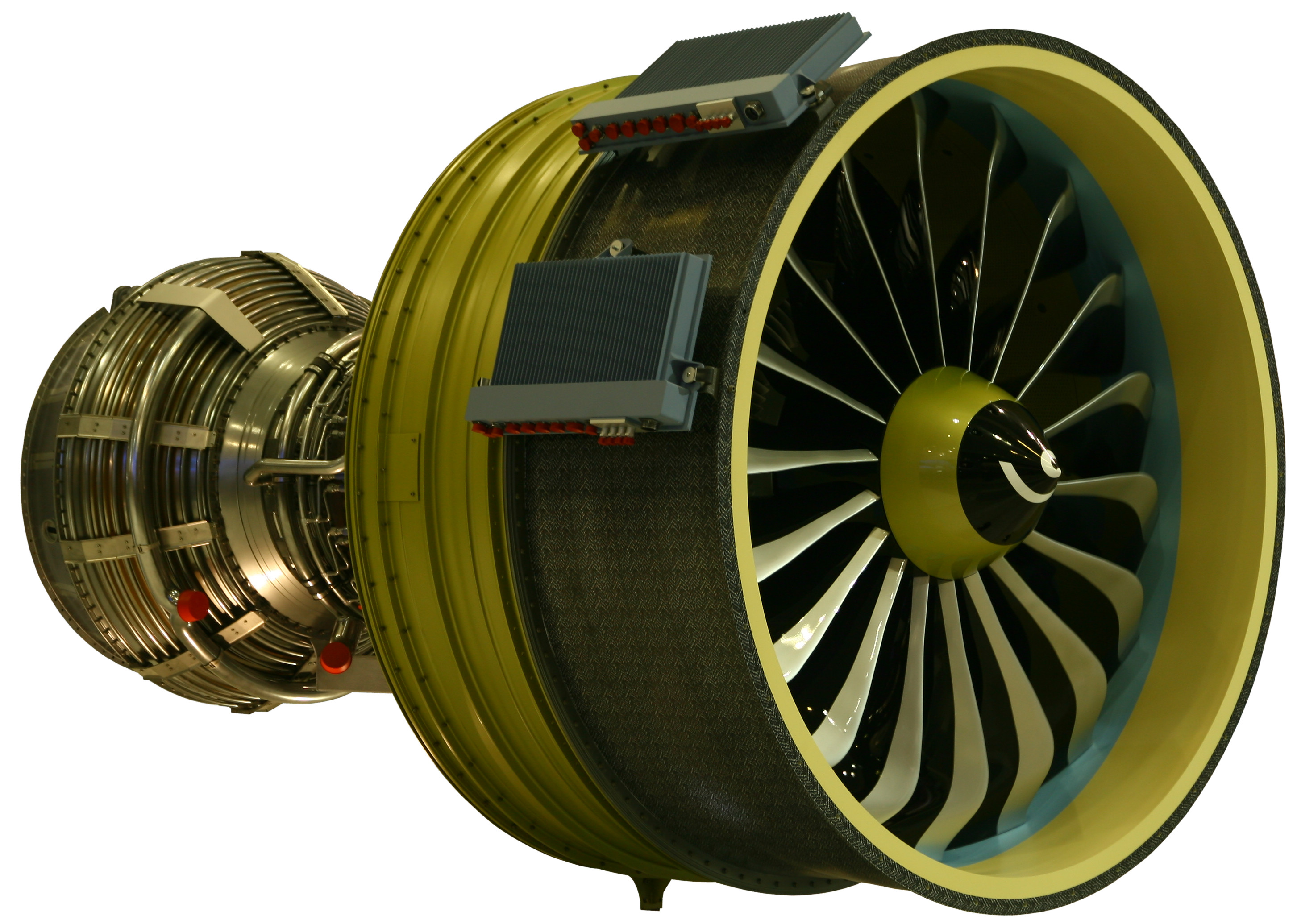
Projeto do LEAP

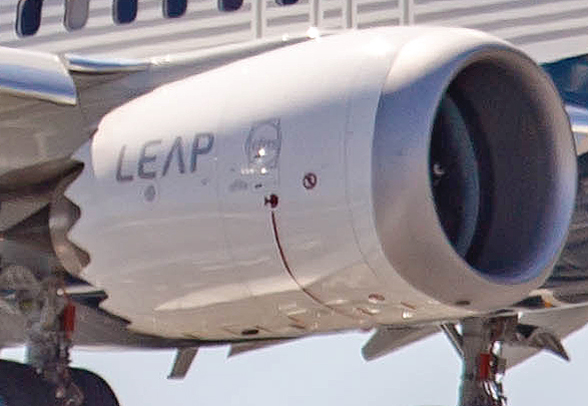
Nacele com "chevrons" para redução de ruído

Em 2011, o Leap-1B inicialmente era 10-12% mais eficiente que o anterior CFM56-7B de 156 cm de diâmetro, usado no 737NG. O fan de fibra de carbono de 18 lâminas permite uma razão de diluição de 9:1 (maior que a razão de 5.1:1 com o fan de 24 lâminas de titânio anterior) com um ruído 40% menor. A razão de diluição do do CFM56 varia de 5.1:1 até 5.5:1. O projeto de dois conjuntos de eixos possui uma seção de baixa pressão composta do fan e três estágios de impulsionadores, movidos por uma turbina axial de cinco estágios e uma seção de alta pressão com um compressor axial de 10 estágios, que é movida por uma turbina de dois estágios. A razão de pressão geral de 41:1, aumentada de 28:1, e uma seção quente com materiais avançados permitindo maiores temperaturas, conseguem uma redução de 15% no consumo específico de combustível (TSFC), junto com 20% menos emissão de carbono, 50% menos emissão de óxido de nitrogênio,  embora cada motor pese 385 kg a mais que o CFM56, atingindo o peso de  2,780 kg.
Em agosto de 2011, a Boeing teve que escolher entre o fan de 168 cm e o fan de 173 cm de diâmetro, o que exigiu mudanças no trem de pouso para manter uma distância livre de 43 cm entre o solo e a parte de baixo dos motores. O CEO da Boeing Commercial Airplanes, Jim Albaugh, disse "com um fan maior, você consegue maior eficiência, por causa da razão de diluição, [mas também] tem mais peso e mais arrasto", além de mudanças na estrutura externa da aeronave.
Em novembro de 2011, a Boeing escolheu o fan com maior diâmetro, necessitando que o trem de pouso do nariz fosse de 15 a 20 cm mais longo. Em maio de 2012, a Boeing alargou mais ainda o fan para 176 cm, junto com um núcleo menor do motor e pequenas alterações do projeto antes da configuração final em meados de 2013.
A nacele apresenta "chevrons" para redução de ruído, como no Boeing 787. Um novo sistema de sangria de ar com regulador digital foi criado para aumentar sua confiabilidade. As novas naceles maiores posicionadas mais à frente possuem propriedades aerodinâmicas que agem aumentando a tendência do nariz subir em voo. O motor mais largo é posicionado mais à frente e ligeiramente acima da asa, e os lábios da nacele do motor foi feito em uma única chapa de alumínio pela GKN Aerospace, inspirada no 787.

### Sistema de Aumento de Características de Manobra (MCAS)
O Sistema de Aumento de Características de Manobra (MCAS) é um sistema de proteção de envelope de voo desenvolvido para o 737 MAX para fornecer capacidades de manobrabilidade similares às versões anteriores do 737, especialmente em situações de velocidade baixa e voo com ângulo de ataque elevado. Com base na velocidade indicada, na altitude e sensores de ângulo de ataque, ele abaixa o nariz quando a atitude da aeronave é muito ingrime, para prevenir condições de estol aerodinâmico, sem a ação do piloto. O MCAS foi investigado após os acidentes fatais do Voo Lion Air 610 e do Voo Ethiopian Airlines 302, o que resultou na suspensão de operação do Boeing 737 MAX em 2019.

## Variantes
O 737-700, -800 e -900ER, as versões do antecessor 737NG mais comuns, serão substituídas pelo 737 MAX 7, MAX 8 e MAX 9, respectivamente. O 737 MAX 8 entrou em serviço em maio de 2017 e o MAX 9 entrou em serviço em março de 2018. O MAX 7 e o MAX 200 (uma versão com maior densidade do que o MAX 8) são esperados para entrar em serviço em 2019, e o MAX 10 em 2020.
A Boeing prevê que 60-65% da demanda das empresas de linha aérea será pela variante 737 MAX 8, 20-25% pelo MAX 9 e MAX 10, e 10% pelo MAX 7.

### 737 MAX 7

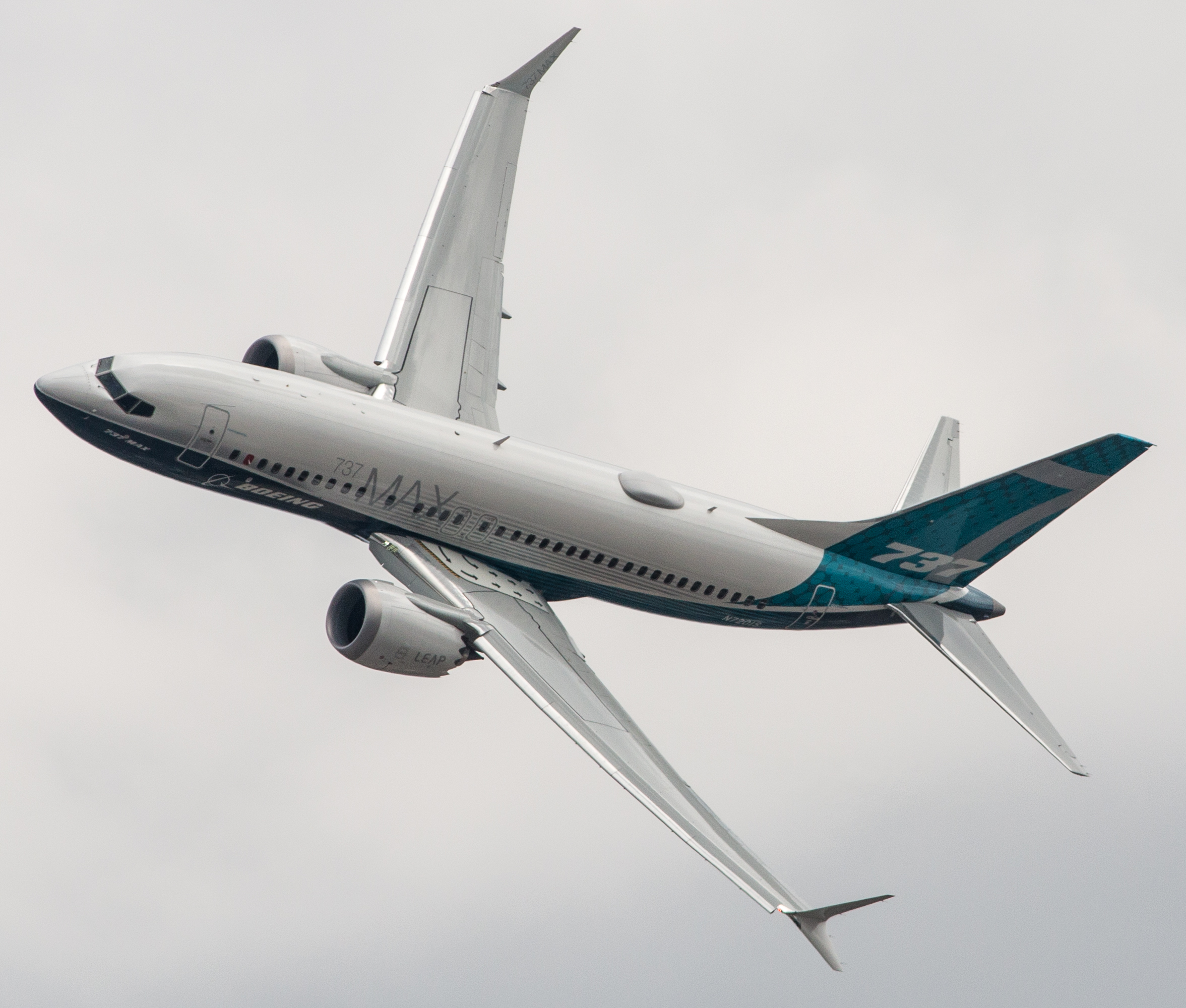
737 MAX 7 no Show Aéreo Internacional de Farnborough

Originalmente baseado no 737-700, a Boeing anunciou o redesign do MAX 7 derivado do MAX 8 no Show Aéreo Internacional de Farnborough em julho de 2018, acomodando mais duas fileiras de assentos do que o 737-700, atingindo 138 assentos, 12 a mais que o 737-700. O redesign usa as asas e trem de pouso do 737-8; um par de saídas de emergência sobre as asas ao invés de uma saída única; fuselagem 116 cm mais longa na traseira e 76 cm mais longa na dianteira; reavaliação estrutural e fortalecimento; e modificações nos sistemas e no interior para acomodar seu maior comprimento. Ele foi feito para voar 1,000 milhas náuticas (1,900 km) mais longe do que o -700, com consumo de combustível por assento de 18% menor. A Boeing prevê que o MAX 7 carregue 12 passageiros a mais e voe 400 milhas náuticas (740 km) mais longe que o A319neo, com custos operacionais por assento cerca de 7% menores. A Boeing planeja melhorar seu alcance de 3,850 milhas náuticas (7,130 km) para 3,915 milhas náuticas (7251 km) após o ano de 2021.
A produção do primeiro conjunto de asas de 20 metros de largura do 737-7 começou em outubro de 2017. A montagem da primeira aeronave de teste começou em 22 de novembro de 2017 e saiu da linha de montagem da fábrica em 5 de fevereiro de 2018. O MAX 7 decolou para seu primeiro voo em 16 de março de 2018, da fábrica em Renton, Washington, e voou por três horas sobre o estado de Washington. Ele alcançou a velocidade de 460 km/h e a altitude de 25,000 pés (7,600 m), efetuou passagens baixas, cheque de sistemas e reacionamento de motor em voo, e pousou em Moses Lake, Washington, no centro de testes de voo da Boeing.
A entrada em serviço com a empresa de lançamento, Southwest Airlines, era esperado para janeiro de 2019, mas a empresa adiou seu pedido para 2023-2024. A entrada em serviço pela WestJet está prevista para acontecer com a entrega de cinco aeronaves em 2019. Os clientes da aeronave incluem a Southwest Airlines (30), WestJet (23), Canada Jetlines (5) e a ILFC Aviation (5). O MAX 7 possui menos de 100 pedidos, de um total de 4,300 pedidos da série 737 MAX.

### 737 MAX 8

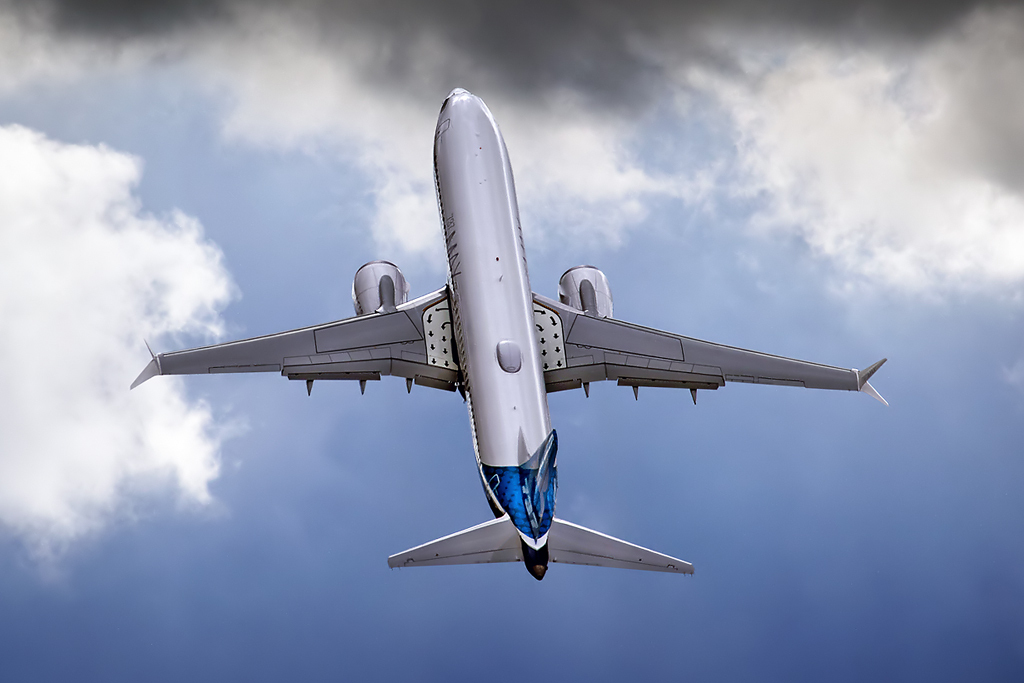
Vista de cima do MAX 8 mostrando sua dupla saída de emergência sobre as asas

A primeira variante desenvolvida na série 737 MAX, o MAX 8 substitui o 737-800 com uma fuselagem mais comprida do que a do MAX 7. A Boeing planeja melhorar seu alcance de 3,515 milhas náuticas (6,510 km) para 3,610 milhas náuticas (6,690 km) após o ano de 2021. O MAX 8 tem peso básico vazio menor e um peso máximo de decolagem maior que o do A320neo e, em cruzeiro, com peso de 63,700 kg, ele queima 2,020 kg de combustível por hora na velocidade Mach 0.78 (833 km/h) e no FL350, um nível de voo inferior ao ideal e com o centro de gravidade mais à frente.
O boeing 737 MAX 8 completou seu primeiro voo de teste em La Paz, Bolívia. A altitude de 13,300 pés do Aeroporto Internacional de El Alto testou a capacidade do MAX de decolar e pousar em altas altitudes. Seu primeiro voo comercial foi operado pela Malindo Air em 22 de maio de 2017 entre Kuala Lumpur e Singapura, pelo voo OD803. No início de 2017, um -8 novo era avaliado em US$ 52,85 milhões, chegando a pouco menos de US$ 54,5 milhões em meados de 2018.

#### 737 MAX 8-200
Em setembro de 2014, a Boeing lançou uma versão de alta densidade de assentos do 737 MAX 8, o chamado 737 MAX 8-200, nomeado assim por sua capacidade de acomodar até 200 passageiros em uma configuração de alta densidade de classe única com assentos estreitos; uma porta de saída extra é necessária devido à maior capacidade de passageiros. A Boeing afirma que esta versão será 20% mais eficiente em termos de custo por assento do que os atuais modelos de 737, e será a aeronave de fuselagem estreita mais eficiente no mercado quando for entregue, incluindo 5% menos custos operacionais do que o 737 MAX 8. Três de oito carrinhos da copa são removidos para acomodar mais espaço para os passageiros. Um pedido da Ryanair para 100 aeronaves dessa foi finalizado em dezembro de 2014.
Em meados de novembro de 2018, o primeiro dos 135 pedidos da Ryanair saiu da linha de produção com um conjunto adicional de saídas de emergência. Ele decolou pela primeira vez de Renton em 13 de janeiro de 2019 e deve entrar em serviço em abril de 2019. A Ryanair espera receber mais quatro MAX 8-200 em 2019.

#### Proposta de 737-8ERX
Foi apresentado às companhias aéreas um conceito de 737-8ERX, baseado no 737 MAX 8 com um peso máximo de decolagem de 88,3 toneladas, usando as asas, o trem de pouso e a seção central do MAX 9, para fornecer um alcance maior de 4,000 milhas náuticas (7,400 km) com 150 assentos, próximo do Airbus A321LR.

### 737 MAX 9

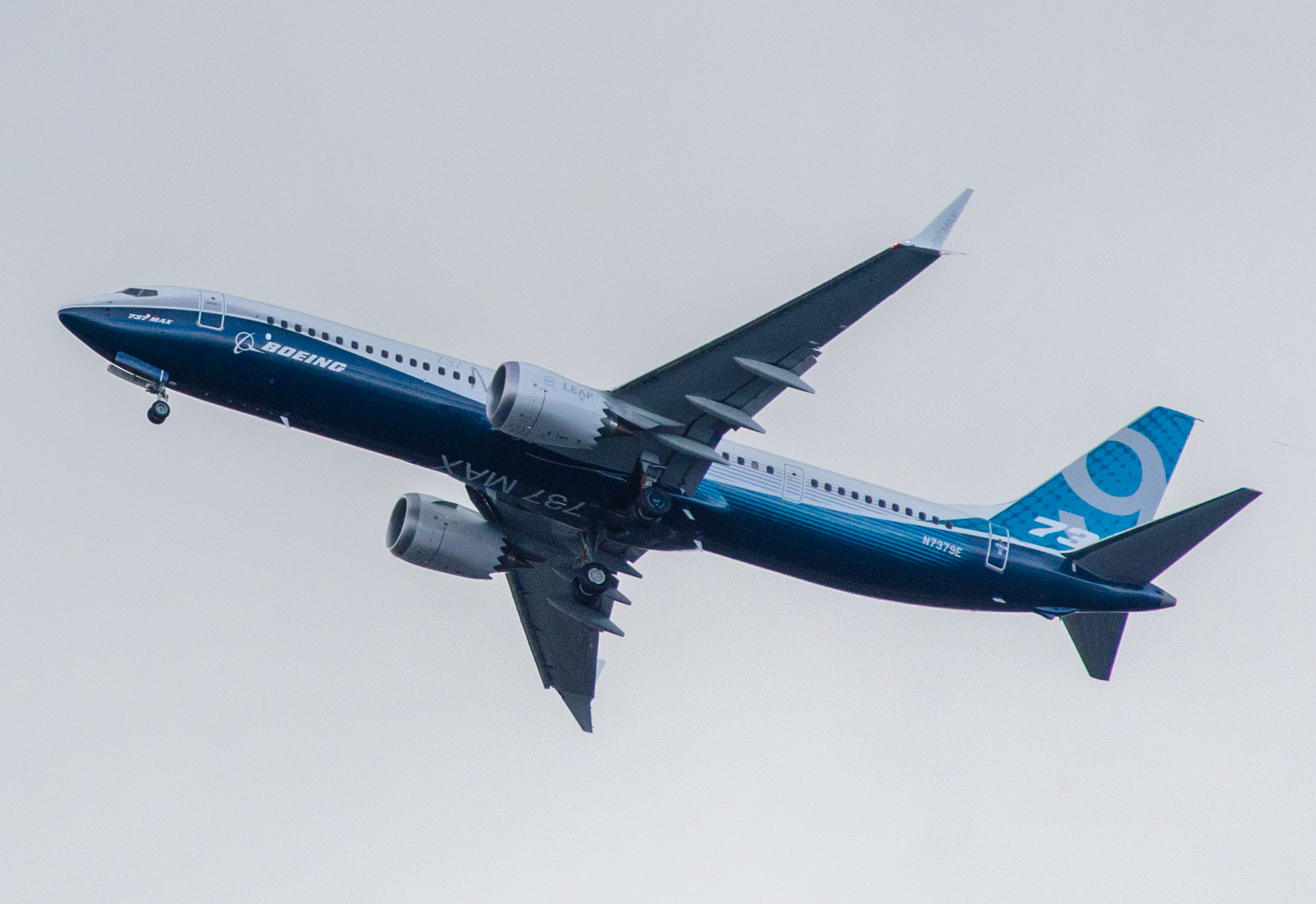
Primeiro voo do 737 MAX 9, em 13 de abril de 2017

O 737 MAX 9 substituirá o 737-900 e terá uma fuselagem mais longa que o MAX 8. A Boeing planeja melhorar seu alcance de 3,510 milhas náuticas (6,500km) para 3,605 milhas náuticas (6,676 km) após o ano de 2011. A Lion Air é a cliente de lançamento, com um pedido de 201 aeronaves em fevereiro de 2012. Ele saiu pela primeira vez da fábrica em 7 de março de 2017 e seu primeiro voo ocorreu em 13 de abril de 2017. Ele decolou do Aeroporto Municipal de Renton e pousou na Boeing Field, após um voo de 2 horas e 42 minutos. Ele foi apresentado no Paris Air Show 2017.
Os testes de voo com o Boeing 737-9 estavam programados para 2017, com 30% dos testes do -8 repetidos; a aeronave 1D001 foi usada para teste de pouso automático, aviônicos, vibrações e principalmente estabilidade e controle, enquanto a aeronave 1D002 foi usada para teste do sistema de controle ambiental. Ele foi certificado em fevereiro de 2018. A companhia aérea asiática de baixo custo, Lion Air Group, recebeu o primeiro em 21 de março de 2018, antes de entrar em serviço pela Thai Lion Air. Como o concorrente A321neo atrai mais pedidos, o valor do 737-9 é o mesmo que um 737-8 em 2018, saindo por cerca de US$ 53 milhões.

### 737 MAX 10

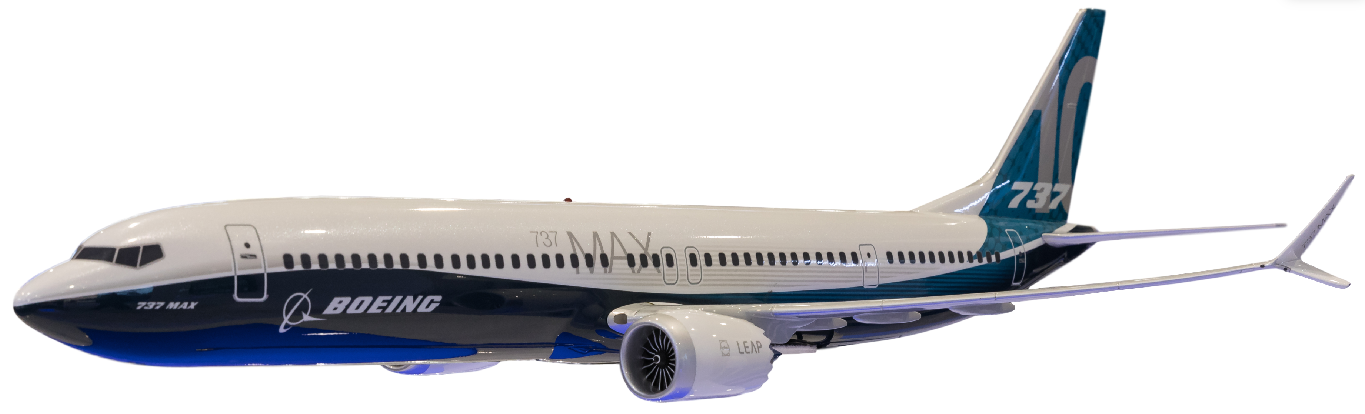
Modelo de 737 MAX 10

Para competir com o Airbus A321neo, clientes fiéis como a Korean Air e a United Airlines pressionaram a Boeing para que desenvolvesse uma variante maior do que o MAX 9, do qual a Boeing revelou estudos no início de 2016. Como o A321neo havia superado o MAX 9 nas vendas em 5:1, a proposta do MAX 10 incluiu um motor maior, asas mais fortes e um trem de pouso modificado em meados de 2016. Em setembro de 2016, foi relatado que a variante seria mais simples e de menor risco, com um modesto alongamento de 1,80 a 2,13 metros, para atingir um comprimento de 43 a 43,9 metros, com capacidade de 12 a 18 passageiros amais, atingindo 192-198 em um layout de cabine dupla ou 226-232 em cabine simples, precisando de um motor CFM LEAP-1B melhorado de 31,000 lbf, que poderia estar disponível em 2019 ou 2020 e provavelmente exigiria uma modificação no trem de pouso para acomodá-lo.
Em outubro de 2016, o conselho de administração da Boeing obteve autonomia para oferecer uma variante esticada com suas seções de fuselagem extra, frontal e traseira, com um alcance reduzido de 3,100 milhas náuticas (5,700 km) em relação às 3,300 milhas náuticas (6,100 km) do -9. No início de 2017, a Boeing apresentou uma versão alongada em 1,7 metros, atingindo 44 metros no total, permitindo 230 assentos em configuração de cabine simples ou 189 assentos em cabine dupla, comparado com os 193 assentos em cabine dupla oferecidos pelo A321neo. O modesto alongamento do MAX 10 permite que a aeronave mantenha a asa e motor CFM LEAP-1B existentes do MAX 9, sendo o trem de pouso principal a única mudança significativa. O vice-presidente e gerente geral do 737 MAX, Keith Leverkuhn, disse que o projeto seria congelado em 2018 para uma introdução em 2020.

## Pedidos e entregas
Inicialmente, os clientes do 737 MAX não haviam sido divulgados, exceto pela American Airlines. Em 17 de novembro de 2011, a Boeing divulgou os nomes de dois outros clientes - Lion Air e SMBC Aviation Capital. Naquela época, a Boeing reportou 700 compromissos de compra de 9 clientes para o 737 MAX. Em 13 de dezembro de 2011, a Southwest Airlines encomendou 150 aeronaves 737 MAX.
Em dezembro de 2011, a Boeing tinha 948 compromissos de compra e pedidos concretos de 13 clientes para o 737 MAX. Em 8 de setembro de 2014, a Ryanair assinou um contrato com a Boeing para comprar até 200 novas aeronaves Boeing 737 MAX 200 "gamechanger" - sendo 100 pedidos firmes e 100 compromissos futuros. Em janeiro de 2017, a empresa de leasing de aeronaves GECAS encomendou mais 75 aeronaves 737 MAX 8.
Em janeiro de 2019, a Boeing tinha 5.011 pedidos firmes de 78 clientes identificados para o 737 MAX. Dos clientes divulgados, os três principais clientes de companhias aéreas para o 737 MAX são a Southwest Airlines, com 280 pedidos, Flydubai, com 251 pedidos, e Lion Air, com 251 pedidos. A primeira aeronave da nova série, um MAX 8, foi entregue à Malindo Air em 16 de maio de 2017.
Após a suspensão mundial dos voos da aeronave em março de 2019, a Boeing suspendeu as entregas de aeronaves 737 MAX e reduziu a produção de 52 para 42 aeronaves por mês. O primeiro cancelamento confirmado foi anunciado em 14 de março de 2019, quando a transportadora Garuda Indonesia anunciou o cancelamento de 49 pedidos para a aeronave, citando "preocupações com a segurança dos passageiros". Em julho de 2019, a transportadora saudita Flyadeal cancelou um pedido de US$ 6 bilhões referentes a 30 aeronaves 737 MAX 8 e declarou que, em vez disso, compraria aeronaves A320neo da Airbus. No Dubai Airshow, em novembro de 2019, a Boeing recebeu 30 pedidos do MAX da companhia aérea turca SunExpress e de uma companhia aérea que não foi nomeada.
|          | 2011 | 2012 | 2013 | 2014 | 2015 | 2016 | 2017 | 2018 | 2019 | 2020 | 2021 | TOTAL |
| -------- | ---- | ---- | ---- | ---- | ---- | ---- | ---- | ---- | ---- | ---- | ---- | ----- |
| Pedidos  | 150  | 914  | 708  | 891  | 410  | 540  | 774  | 824  | -136 | -529 | -109 | 4437  |
| Entregas | -    | -    | -    | -    | -    | -    | 74   | 256  | 57   | 0    | 58   | 472   |

Até 31 de março de 2021.

## Acidentes e Incidentes
A frota global de quase 400 737 MAX voou cerca de 500.000 voos de março de 2018 até março de 2019 e sofreu dois acidentes fatais, com uma taxa de 4 acidentes para cada um milhão de voos quando foi groundeado. As gerações anteriores do Boeing 737 possuem uma média de 0.2 acidentes a cada um milhão de voos. Em 15 de maio de 2024, o Departamento de Justiça dos Estados Unidos afirmou que a Boeing não cumpriu algumas condições de um acordo que evitou processos criminais por dois acidentes do 737 MAX, que aconteceram em outubro de 2018 e em março de 2019.

### Voo Lion Air 610

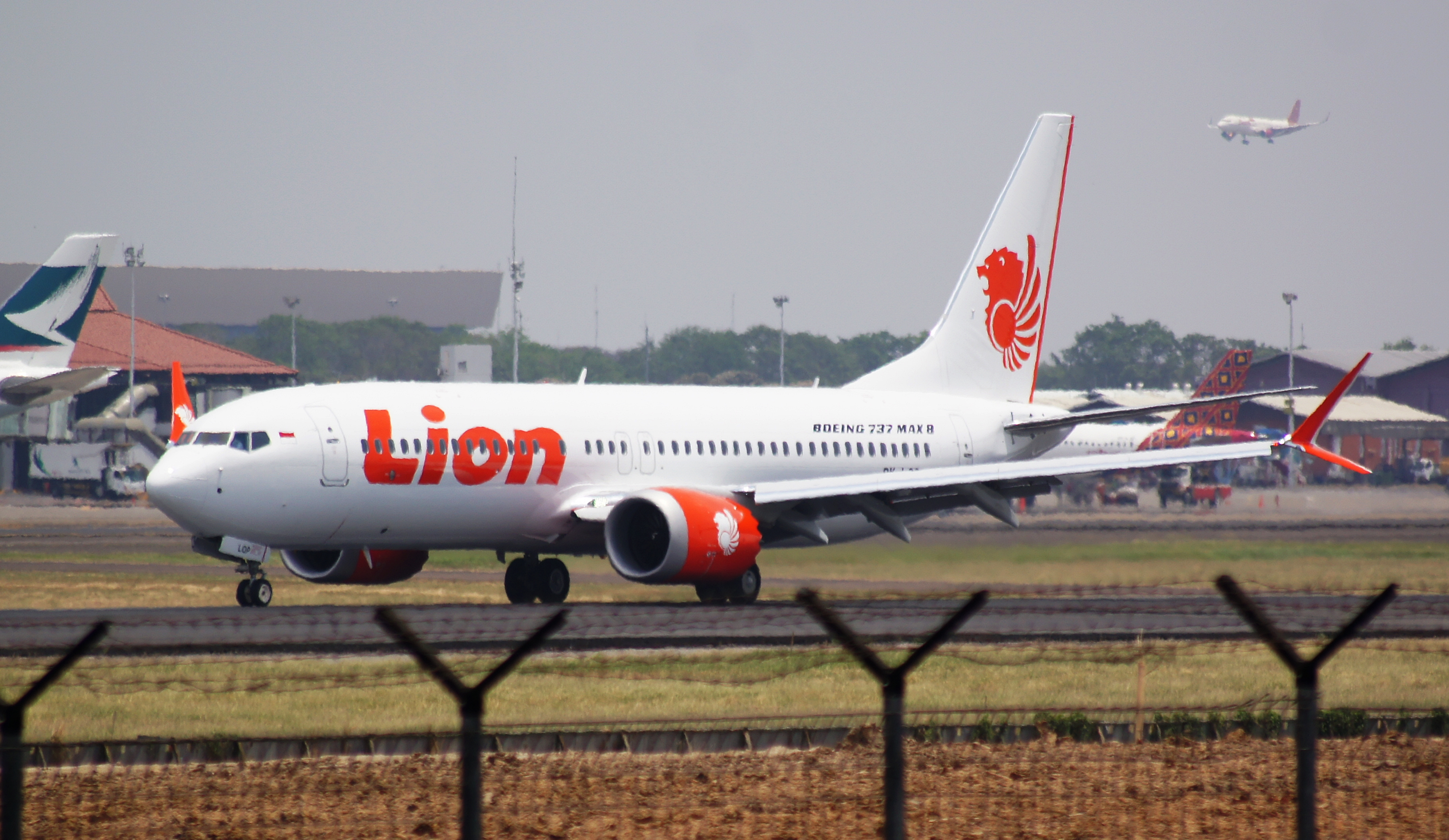
PK-LQP, o avião envolvido no acidente do Voo Lion Air 610, no Aeroporto Internacional Soekarno-Hatta em setembro de 2018.

Em 29 de outubro de 2018, um Boeing 737 MAX 8 da empresa low-cost indonésia Lion Air caiu no Mar de Java minutos depois de ter decolado do Aeroporto Internacional Soekarno–Hatta, Jacarta, Indonésia em direção ao Aeroproto Depati Amir na cidade de Pangkal Pinang, Indonésia. O acidente vitimou as 189 pessoas que seguiam a bordo, incluindo passageiros e tripulação. Segundo comunicado oficial da empresa, o avião era novo, estando em operação há apenas três meses, sendo que o piloto e co-piloto que seguiam a bordo somavam no total mais de 11 mil horas de voo. Todas as vítimas eram de origem indonésia, com exceção do piloto (indiano) e de um passageiro de origem italiana. Informações preliminares apontam que havia uma falha no medidor de velocidade da aeronave, o que pode ter contribuído para a queda.

### Voo Norwegian Air Shuttle DY1933
Em 14 de dezembro de 2018, um Boeing 737 MAX 8 registrado com a matrícula LN-BKE, que fazia o voo DY1933 da Norwegian Air Shuttle em um voo de Dubai, Emirados Árabes Unidos para Oslo, Noruega, foi forçado a fazer um pouso de emergência em Shiraz, Irã depois de um defeito no motor esquerdo.

### Voo Ethiopian Airlines 302

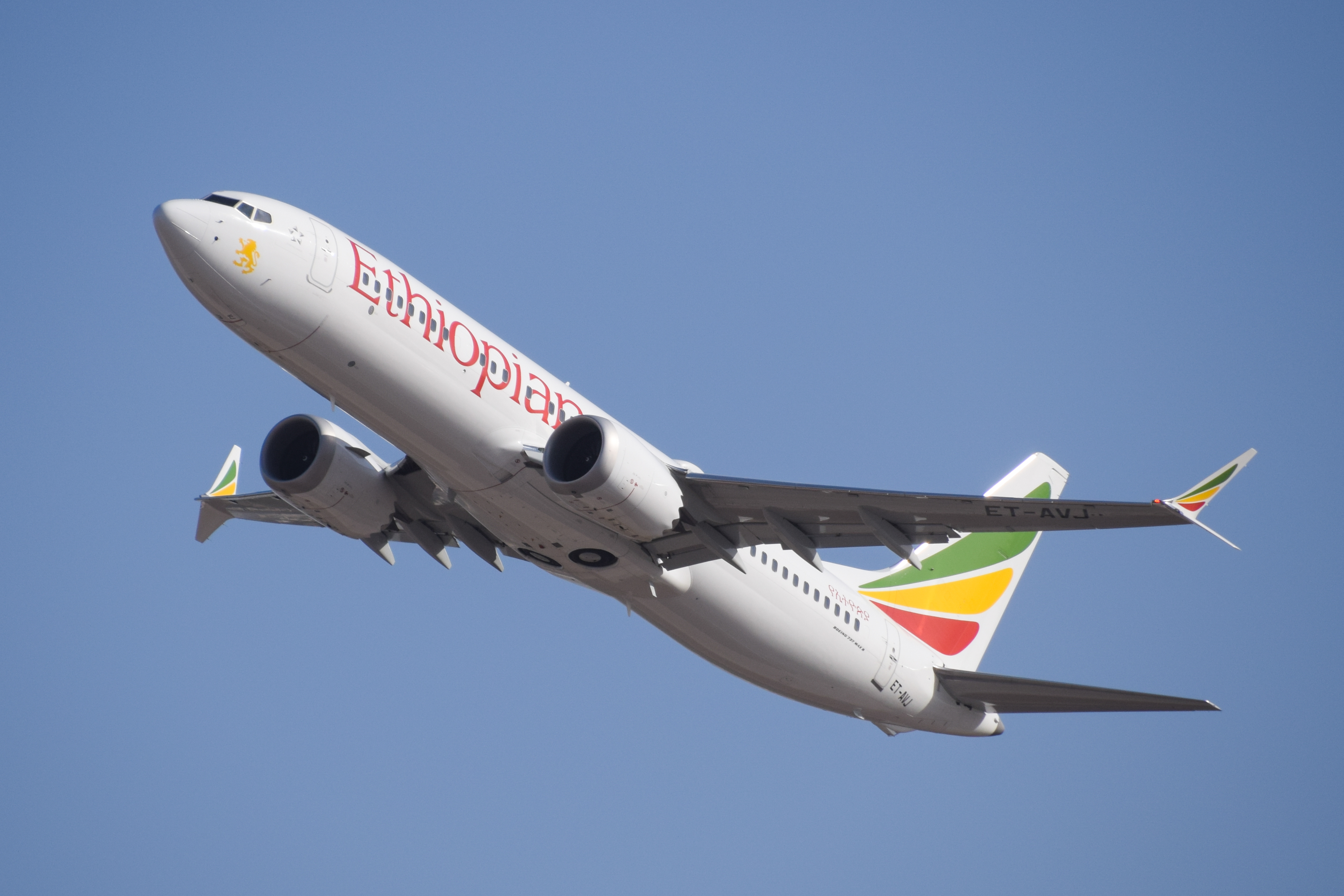
ET-AVJ, a aeronave envolvida no Voo Ethiopian Airlines 302.

Em 10 de março de 2019, um Boeing 737 MAX 8 registado com a matrícula ET-AVJ, que fazia o voo ET 302 da Ethiopian Airlines, uma ligação regular entre Addis Abeba e Nairobi no Quénia, despenhou-se às 05h30 (UTC) perto de Bishoftu, pouco depois de decolar. O avião tinha entrado ao serviço em dezembro de 2018. Todos os 149 passageiros e oito tripulantes a bordo morreram.

### Voo Alaska Airlines 1282

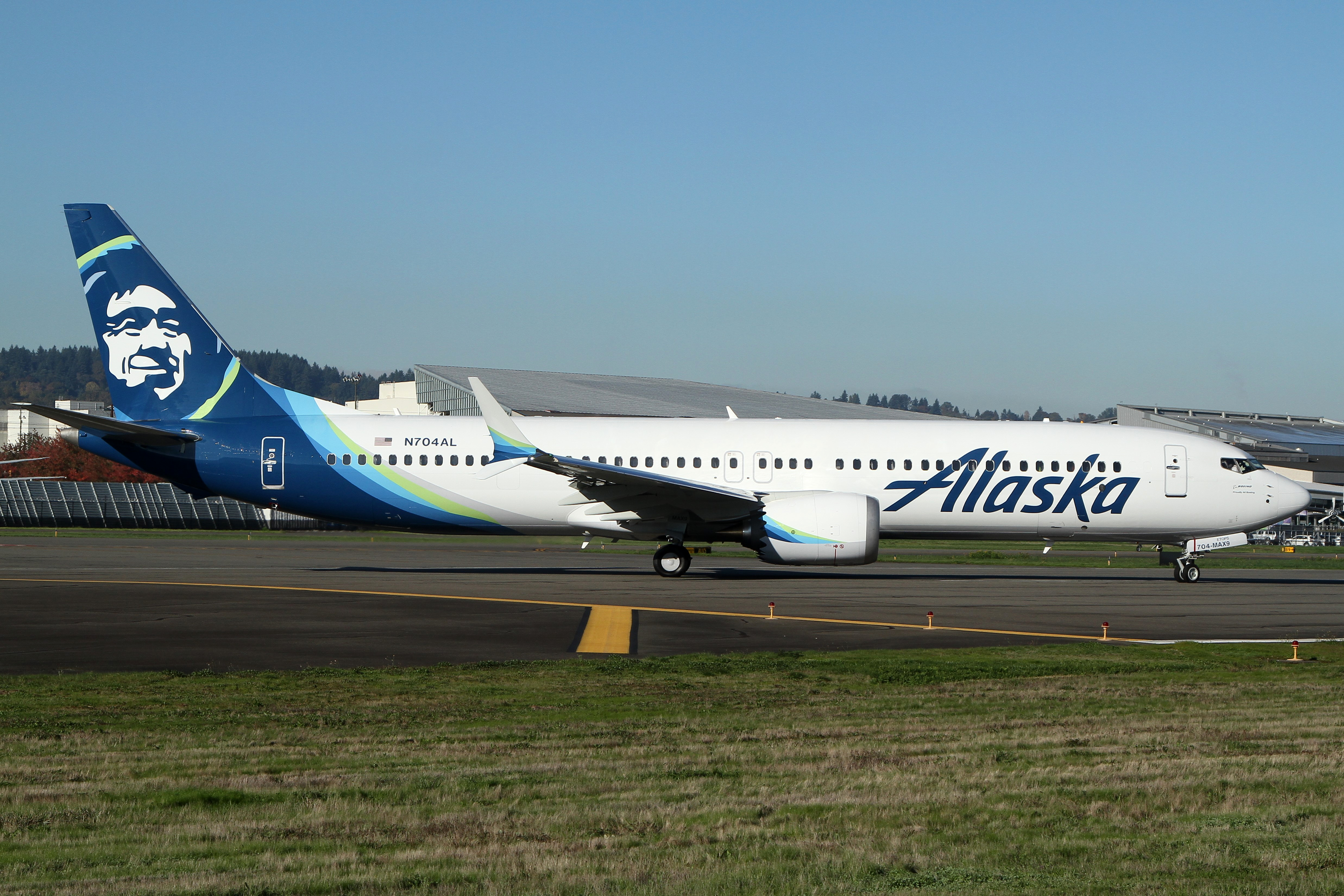
Modelo da Alaska Airlines envolvido na queda da porta da saída de emergência em janeiro de 2024

Em 6 de janeiro de 2024, a porta de saída de emergência do veículo 737 MAX 9 que ostentava o código N704AL se soltou em pleno voo no município de Portland, no estado estadunidense de Oregon. Ninguém ficou ferido, mas por conta do acidente, a Boeing teve que novamente aterrar seus veículos por 21 dias.   

## Especificações
| Variante                  | 737 MAX 7                                                                                           | 737 MAX 8 / MAX 200                                                                                 | 737 MAX 9                                                                                           | 737 MAX 10                                                                                          |
| ------------------------- | --------------------------------------------------------------------------------------------------- | --------------------------------------------------------------------------------------------------- | --------------------------------------------------------------------------------------------------- | --------------------------------------------------------------------------------------------------- |
| Assentos                  | 153 (8J + 145Y) até 172 max                                                                         | 178 (12J + 166Y) até 200 max                                                                        | 193 (16J + 177Y) até 220 max                                                                        | 204 (16J + 188Y) até 230 max                                                                        |
| Distância entre assentos  | 28–29 in (71–74 cm) em alta densidade, 29–30 in (74–76 cm) na econômica, 36 in (91 cm) na executiva | 28–29 in (71–74 cm) em alta densidade, 29–30 in (74–76 cm) na econômica, 36 in (91 cm) na executiva | 28–29 in (71–74 cm) em alta densidade, 29–30 in (74–76 cm) na econômica, 36 in (91 cm) na executiva | 28–29 in (71–74 cm) em alta densidade, 29–30 in (74–76 cm) na econômica, 36 in (91 cm) na executiva |
| Capacidade de carga       | 1,139 cu.ft / 32.3 m3                                                                               | 1,540 cu.ft / 43.6 m3                                                                               | 1,811 cu.ft / 51.3 m3                                                                               | 1,961 cu.ft / 55.5 m3                                                                               |
| Comprimento               | 116 ft 8 in / 35.56 m                                                                               | 129 ft 6 in / 39.47 m                                                                               | 138 ft 4 in / 42.16 m                                                                               | 143 ft 8 in / 43.8 m                                                                                |
| Asas                      | envergadura de 117 ft 10 in / 35.92 m, área de 1,370 sq ft (127 m2)                                 | envergadura de 117 ft 10 in / 35.92 m, área de 1,370 sq ft (127 m2)                                 | envergadura de 117 ft 10 in / 35.92 m, área de 1,370 sq ft (127 m2)                                 | envergadura de 117 ft 10 in / 35.92 m, área de 1,370 sq ft (127 m2)                                 |
| Altura geral              | 40 ft 4 in / 12.3 m                                                                                 | 40 ft 4 in / 12.3 m                                                                                 | 40 ft 4 in / 12.3 m                                                                                 | 40 ft 4 in / 12.3 m                                                                                 |
| PMD                       | 177,000 lb / 80,286 kg                                                                              | 181,200 lb / 82,191 kg                                                                              | 194,700 lb / 88,314 kg                                                                              | 197,900 lb / 89,765 kg                                                                              |
| Carga paga máxima         | | 46,040 lb / 20,882 kg                                                                               | | |
| PBO                       | | 99,360 lb / 45,070 kg                                                                               | | |
| Capacidade de combustível | 6,820 USgal / 25,816 L - 45,694 lb / 20,730 kg (sem tanque de combustível central adicional)        | 6,820 USgal / 25,816 L - 45,694 lb / 20,730 kg (sem tanque de combustível central adicional)        | 6,820 USgal / 25,816 L - 45,694 lb / 20,730 kg (sem tanque de combustível central adicional)        | 6,820 USgal / 25,816 L - 45,694 lb / 20,730 kg (sem tanque de combustível central adicional)        |
| Motores (× 2)             | CFM International LEAP-1B, diâmetro do fan de 69.4 in (176 cm), 26,786–29,317 lbf (119–130 kN)      | CFM International LEAP-1B, diâmetro do fan de 69.4 in (176 cm), 26,786–29,317 lbf (119–130 kN)      | CFM International LEAP-1B, diâmetro do fan de 69.4 in (176 cm), 26,786–29,317 lbf (119–130 kN)      | CFM International LEAP-1B, diâmetro do fan de 69.4 in (176 cm), 26,786–29,317 lbf (119–130 kN)      |
| Velocidade de cruzeiro    | Mach 0.79 (453 kn; 839 km/h)                                                                        | Mach 0.79 (453 kn; 839 km/h)                                                                        | Mach 0.79 (453 kn; 839 km/h)                                                                        | Mach 0.79 (453 kn; 839 km/h)                                                                        |
| Alcance                   | 3,850 nmi / 7,130 km                                                                                | 3,550 nmi / 6,570 km                                                                                | 3,550 nmi / 6,570 km                                                                                | 3,300 nmi / 6,110 km                                                                                |
| Teto                      | 41,000 ft (12,000 m)                                                                                | 41,000 ft (12,000 m)                                                                                | 41,000 ft (12,000 m)                                                                                | 41,000 ft (12,000 m)                                                                                |
| Decolagem (ISA, SL, PMD)  | 7,000 ft (2,100 m)                                                                                  | 8,300 ft (2,500 m)                                                                                  | 8,500 ft (2,600 m)                                                                                  | |
| Pouso (SL, PMD)           | 5,000 ft (1,500 m)                                                                                  | 5,000 ft (1,500 m)                                                                                  | 5,500 ft (1,700 m)                                                                                  | |
| Tipo ICAO                 | B37M                                                                                                | B38M                                                                                                | B39M                                                                                                | B3XM                                                                                                |